# Josh Bogert

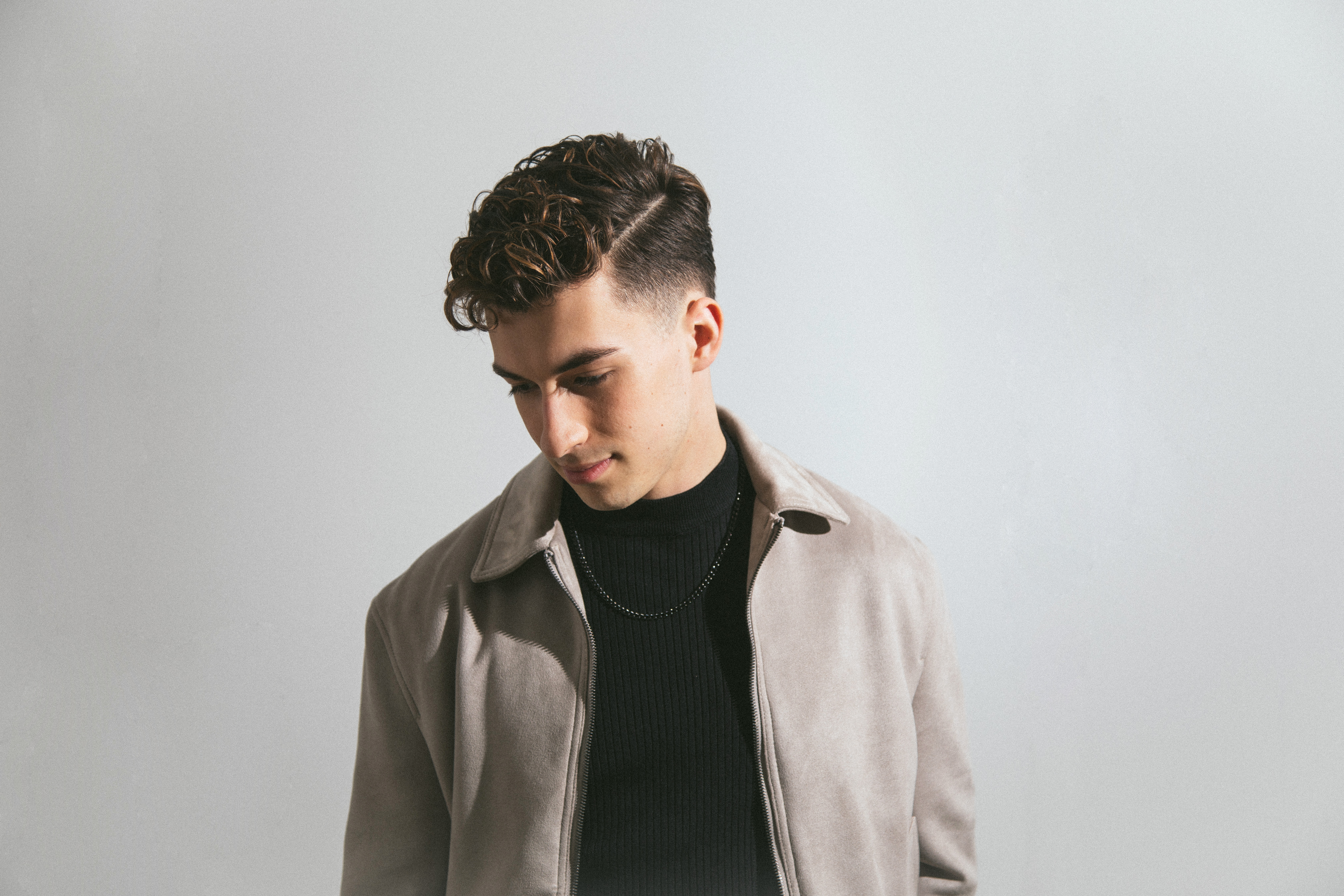
Josh Bogert, 2022

Josh Bogert (* 16. August 2000 in Vancouver, British Columbia) ist ein kanadischer Schauspieler und Sänger.

## Leben
Bogert wurde sehr musikalisch erzogen und spielt Klavier, Gitarre, Bass, Schlagzeug und Saxophon. Sein Bruder ist Musiker. Bogert arbeitet außerdem als Toningenieur. Er ist mit der Schauspielerin Shelby Bain zusammen, die er bei den Dreharbeiten zu Backstage kennen lernte.
Er begann 2016 in der Fernsehserie Backstage mit dem Schauspiel. Bis 2017 verkörperte er in 60 Episoden die Rolle des Miles Lennox. 2018 folgten Besetzungen in den beiden Fernsehfilmen Wedding of Dreams und It's Christmas, Eve. 2020 spielte er in je einer Episode der Fernsehserien Project Blue Book, Riverdale und Legends of Tomorrow mit.
2016 veröffentlichte er über Cardinal Point Music seine erste Single. Im selben Jahr erschien die EP Josh Bogert im gleichen Label. Zum Song Drowning in the Dark erschien außerdem ein Musikvideo. In den nächsten Jahren folgten weitere Veröffentlichungen von Singles im Eigenvertrieb. Ab 2020 arbeitete er mit Labels wie PostCube, Monstercat, Enter Records oder NoCopyrightSounds zusammen. 2020 erschien die EP Perspectives, von der auch eine Remix-Version erschien. Außerdem wurde im selben Jahr die EP Misfit veröffentlicht.

## Filmografie
- 2016–2017: Backstage (Fernsehserie, 60 Episoden)
- 2018: Wedding of Dreams (Fernsehfilm)
- 2018: It's Christmas, Eve (Fernsehfilm)
- 2020: Project Blue Book (Fernsehserie, Episode 2x10)
- 2020: Riverdale (Fernsehserie, Episode 4x17)
- 2020: Legends of Tomorrow (Fernsehserie, Episode 5x09)

## Diskografie
EPs
- 2016: Josh Bogert (Label: Cardinal Point Music)
- 2020: Perspectives (Label: PostCube)
- 2020: Perspectives (The Remixes) (Label: PostCube)
- 2020: Misfit

Singles
- 2016: Run 2 You (Label: Cardinal Point Music)
- 2018: Blink
- 2018: Magic
- 2019: Dad's Car
- 2019: Messed Up
- 2020: Opposite (Label: PostCube)
- 2020: Vibrations (Label: PostCube)
- 2020: Soldier (Label: PostCube)
- 2020: Sit like a Flamingo (Label: Monstercat)
- 2020: Can't Say Why (Label: Enter Records)
- 2020: Silence (Label: NoCopyrightSounds)
- 2020: Carol (Label: PostCube)
- 2021: Love It